# Netopýr pláštíkový
Netopýr pláštíkový (Antrozous pallidus, také Vespertilio pallidus) je druh netopýra náležící do čeledi netopýrovití (Vespertilionidae) a rodu Antrozous. Popsán byl Johnem Lawrencem LeContem v roce 1856. Rozčlenil se do celkem šesti poddruhů, z toho tři žijí v Mexiku: pallidus, bunkeri, koopmani, minor, obscurus, pacificus a packardi.

## Výskyt
Netopýr pláštíkový je zvířetem nearktické oblasti, vyskytuje se v Kanadě, Mexiku, Spojených státech amerických a na ostrově Kuba. Areál výskytu se táhne od jižní Britské Kolumbie přes západní části USA (východně až do Texasu, Oklahomy a Kansasu) až do Mexika. V Mexiku se netopýr pláštíkový souostředí především do severních států a centrálních oblastí Mexické plošiny, prokazatelně obývá celkem 14 států.
K životu dávají netopýři přednost suchým, případně polosuchým oblastem, často ve skalnatých areálech a u zdroje vody. Mohou však prosperovat také v zalesněných areálech a otevřených zemědělských prostranstvích. Ke hřadování mohou využívat různá vhodná místa, například skalní výchozy, jeskyně nebo stromové dutiny.

## Popis
Jde o poměrně velký druh netopýra s rozměrnýma ušima špičatého tvaru. Tělo, zakončené širokým krátkým čenichem, měří 60–85 mm, netopýr potom váží 17–28 g. Předloktí měří mezi 45 a 60 mm. Celkový zubní vzorec činí I 1/2, C 1/1, P 1/2, M 3/3 = 28 zubů. Existuje několik barevných variací podle místa, kde se druh vyskytuje. Obyčejně je jeho zbarvení hnědavé na zádech a horní straně těla, břicho bývá mnohem světlejší, až téměř bílé. U tohoto netopýra není vyvinut výrazný pohlavní dimorfismus. Netopýr pláštíkový dovede vydávat silný zápach, jejž vylučují specializované žlázy na obličeji.

## Chování

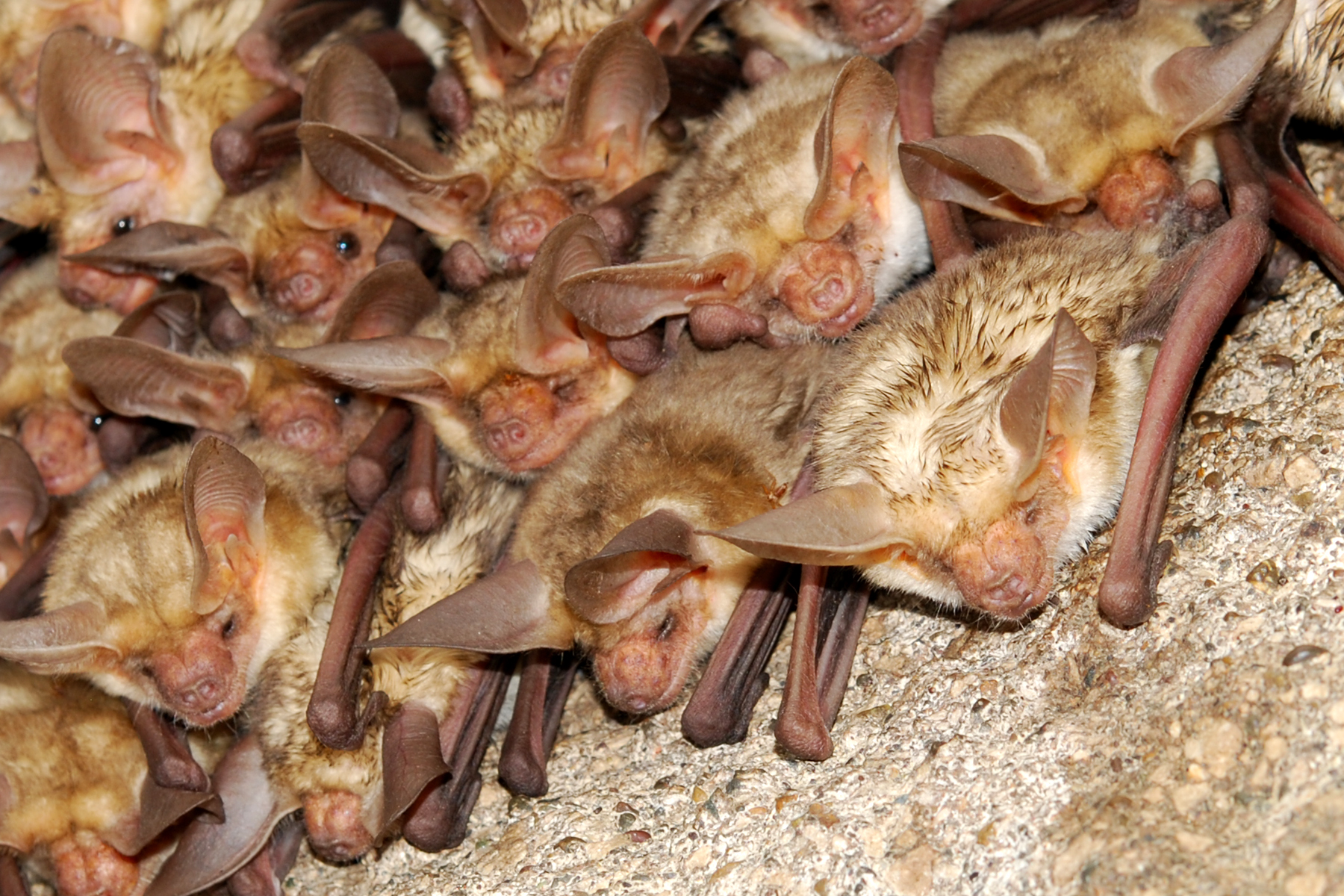
Kolonie netopýrů pláštíkových

Netopýr pláštíkový vytváří kolonie čítající obvykle mezi dvanácti a sty jedinci, přičemž drtivá většina skupin je tvořena více než dvaceti netopýry. Komunikace probíhá především na vokalizační bázi, přičemž u tohoto druhu byla popsána čtyři hlavní volání. Aktivitu netopýři projevují v noci a loví větší kořist, obvykle o velikosti mezi dvěma a sedmi centimetry. Potravu tvoří velký létající a pozemní hmyz, například brouci, cikády nebo různí noční motýli, netopýři konzumují také pavouky či štíry a jiné bezobratlé. Kořistí se jim mohou stát také zástupci obratlovců, například ještěrky, případně myši. Potravu vyhledávají pomocí echolokace a dobrého sluchu. Nejsou to příliš obratní letci, zato se však mohou dobře pohybovat po zemi.
U druhu byl zjištěn polygamní způsob páření. Rozmnožování probíhá na přelomu podzimu a zimy, samice si však spermie uchová v děloze a k oplodnění dojde až po zimě. Březí samice vytvářejí vlastní kolonie a po 53 až 71 dnech se jim narodí mláďata (květen až červen). Nejčastěji vrh čítá dva netopýry, ale je možné narození i tří mláďat nebo pouze jednoho. Po narození mají mláďata zavřené oči i uši a samice je s sebou nosí. Odstavení nastane asi za 6 až 8 týdnů, mezi srpnem a říjnem také dochází k rozdrobení mateřských kolonií. Rozmnožovat se mladí netopýři mohou už za rok. Ve volné přírodě se dožívají okolo devíti let, ohroženi jsou však predátory, jako liškami, sovami nebo hady; nebezpečí ze stran nepřátel jim hrozí zvláště na zemi, kde loví potravu.

## Ohrožení
Kvůli velké a stabilní populaci, která neklesá rychle (je stabilní), hodnotí Mezinárodní svaz ochrany přírody netopýra pláštíkového jako málo dotčený druh, který se navíc vyskytuje v některých chráněných oblastech. Jisté hrozby však byly zaznamenány. Jde o druh vysoce citlivý i na sebemenší lidské rušení, mnohdy může opustit i celá hřadoviště. Vážný dopad na některé populace mělo rovněž používání pesticidů. Budoucí problém může představovat šíření plísně Geomyces destructans v Severní Americe. Houba napadá zimující netopýry a vede k jejich masovému úhynu (syndrom bílého nosu).